# Englische Cricket-Nationalmannschaft in Indien in der Saison 1933/34
Die Tour der englischen Cricket-Nationalmannschaft nach Indien in der Saison 1933/34 fand vom 15. Dezember 1933 bis zum 13. Februar 1934. Die internationale Cricket-Tour war Bestandteil der Internationalen Cricket-Saison 1933/34 und umfasste drei Tests. England gewann die Serie 2–0.

## Vorgeschichte
Für beide Mannschaften war es die erste Tour der Saison.
Das letzte Aufeinandertreffen der beiden Mannschaften bei einer Tour fand in der Saison 1932 in England statt.

## Stadien
Die folgenden Stadien wurden für die Tour als Austragungsort vorgesehen.
| Stadion                   | Stadt    | Kapazität | Spiele  |
| ------------------------- | -------- | --------- | ------- |
| Bombay Gymkhana Ground    | Bombay   | 50.000    | 1. Test |
| Eden Gardens              | Kalkutta | 82.000    | 2. Test |
| M. A. Chidambaram Stadium | Madras   | 46.000    | 3. Test |

## Kaderlisten
Die Mannschaften benannten die folgenden Kader.
| Test | Test |
| Indien | England |
| --- | --- |
| - C. K. Nayudu (K) - Wazir Ali - Mushtaq Ali - Nazir Ali - Lala Amarnath - Sorabji Colah - Morappakam Gopalan - Dilawar Hussain (wk) - Laxmidas Jai - Rustomji Jamshedji - Naoomal Jaoomal - Vijay Merchant - Janardan Navle (wk) - C. S. Nayudu - Mohammad Nissar - Ladha Ramji - Amar Singh - Yuvraj of Patiala | - Douglas Jardine (K) - Fred Bakewell - Charlie Barnett - Nobby Clark - Harry Elliott (wk) - James Langridge - Hopper Levett (wk) - Arthur Mitchell - Stan Nichols - Leslie Townsend - Bryan Valentine - Hedley Verity - Cyril Walters |

## Tests

### Erster Test in Bombay
| 15. – 18. Dezember Scorecard | Bombay | Indien 219 (91.2) & 258 (90.5) | – | England 438 (136.5) & 40-1 (7.2) |
|                              |        | England gewinnt mit 9 Wickets  |   |                                  |

Indien gewann den Münzwurf und entschied sich als Schlagmannschaft zu beginnen.

### Zweiter Test in Kalkutta
| 5. – 8. Januar Scorecard | Kalkutta | England 403 (159.5) & 7-2 (5) | – | Indien 247 (107.4) & 237 (90.3) (f/o) |
|                          |          | Remis                         |   |                                       |

England gewann den Münzwurf und entschied sich als Schlagmannschaft zu beginnen.

### Dritter Test in Madras
| 10. – 13. Februar Scorecard | Madras | England 335 (131.4) & 261-7d (75.5) | – | Indien 145 (59.5) & 249 (69.2) |
|                             |        | England gewinnt mit 202 Runs        |   |                                |

England gewann den Münzwurf und entschied sich als Schlagmannschaft zu beginnen.